# Calpurnia樂團
Calpurnia樂團（英語：Calpurnia）成立於2017年，是加拿大溫哥華的獨立搖滾樂團。Calpurnia樂團是由芬恩·沃夫哈德（主唱，節奏吉他）、馬爾科姆·克雷格（鼓手）、阿伊拉·泰斯勒-馬比（主吉他、主唱）和傑克·安德森（貝斯、主唱）組成。
Calpurnia樂團於2018年3月7日發行了他們的首張單曲「City Boy」。他們於2018年4月12日宣布了他們的首張EP，《Scout》以及第二張單曲「Louie」的發行。2018年5月18日，他們發布了他們的第三首單曲「Greyhound」，作為他們的第一首黑膠單曲。《Scout》於2018年6月15日發布。2019年11月8日，Calpurnia樂團在其官方Instagram頁面上宣布他們將分道揚鑣。

## 樂團生涯
在Calpurnia樂團成立之前，芬恩·沃夫哈德於2014年在PUP (band)的《Guilt Trip》MV中遇到了馬爾科姆·克雷格（鼓手），而阿伊拉·泰斯勒-馬比（吉他手）是他搖滾營的朋友，傑克·安德森（貝斯手）被加入為慈善活動演奏。樂團於2017年正式成立，他們的首張專輯是翻唱Twin Peaks (band)的《Wanted You》。
Calpurnia樂團於2017年11月與加拿大獨立唱片公司Royal Mountain Records簽約，並開始錄製EP，由Twin Peaks (band)的Cadien Lake James製作和設計。2018年1月在紐約市的Rough Trade演出，包括地下絲絨的“ Here She Comes Now ”、Pixies的“ Where Is My Mind？ ”、威瑟樂團的“ El Scorcho ”和Twin Peaks (band)的“Butterfly”。
Calpurnia樂團的正式首張專輯《City Boy》於2018年3月7日發行，是他們當時未公佈的《Scout》EP的主打單曲。單曲在Billboard Alternative Digital Song Sales排行榜上以2,000單位的銷量首次亮相第23位。第二首單曲“Louie”於4月12日發行，同時Calpurnia樂團宣布於2018年6月15日發行《Scout》EP，2018年7月23日在電視上首次亮相，作為吉米夜現場的音樂嘉賓。
2019年2月，威瑟樂團將Calpurnia樂團的四位成員作為他們新MV的明星，他們翻唱了威瑟樂團《The Teal Album》專輯中的A-Ha合唱團曲目“ Take On Me ”。該MV帶回了1980年代，向A-Ha合唱團的原創MV致敬。2018年威瑟樂團要求Calpurnia樂團為Spotify的Under Cover Podcast翻唱他們的熱門歌曲“ Say It Ain't So ”後，讓Calpurnia樂團參與MV的決定得到了鞏固
2019年11月8日，Calpurnia樂團在其官方Instagram頁面上宣布他們將分道揚鑣。

## 樂團成員
- 芬恩·沃夫哈德 – 主唱, 節奏吉他 (2017–2019)
- 阿伊拉·泰斯勒-馬比[16]– 主唱, 主音吉他(2017–2019)
- 傑克·安德森[17]– 貝斯手 (2017–2019)
- 馬爾科姆·克雷格[18]– 鼓手 (2017–2019)

## 音樂作品

### 迷你專輯
| 發布日期      | 名稱      | 唱片公司                                                              | 規格                     | 備註 |
| ------------- | --------- | --------------------------------------------------------------------- | ------------------------ | ---- |
| 2018年6月15日 | 《Scout》 | Royal Mountain Records (US/CA) paradYse Transgressive Records (UK/EU) | 數位音樂下載 CD 黑膠唱片 |      |

### 翻唱
| 年份   | 歌曲名稱           | 原唱              | 備註 |
| ------ | ------------------ | ----------------- | ---- |
| 2017年 | Where Is My Mind？ | 小妖精樂團        |      |
| 2017年 | Wanted You         | Twin Peaks (band) |      |
| 2017年 | My Kind of Woman   | 馬克·迪馬哥       |      |
| 2017年 | El Scorcho         | 威瑟樂團          |      |
| 2017年 | Age of Consent     | 新秩序 (樂團)     |      |
| 2018年 | Say It Ain't So    | 威瑟樂團          |      |
| 2019年 | Love Buzz          | Shocking Blue     |      |
| 2019年 | Marquee Moon       | 電視樂隊          |      |
| 2019年 | Take On Me         | A-Ha合唱團        |      |

## 外部連結
- Calpurnia樂團的Instagram帳戶
- YouTube上的Calpurnia樂團頻道
- Calpurnia樂團–官方網站